# Тэнчун
Тэнчу́н (кит. упр. 腾冲, пиньинь Téngchōng) — городской уезд городского округа Баошань провинции Юньнань (КНР).

## История
Во времена империи Мин в 1524 году здесь была создана Тэнъюэская область (腾越州). Во времена империи Цин она была в 1819 году преобразована в Тэнъюэский непосредственно управляемый комиссариат (腾越直隶厅), который в 1822 году стал просто Тэнъюэским комиссариатом (腾越厅). В конце 1911 года здесь произошло Тэнъюэское восстание, ставшее частью Синьхайской революции. После революции в Китае была проведена реформа структуры административного деления, в ходе которой комиссариаты были упразднены, поэтому в 1913 году Тэнъюэский комиссариат был преобразован в уезд Тэнчун (腾冲县).
После вхождения провинции Юньнань в состав КНР в 1950 году был образован Специальный район Баошань (保山专区), и уезд вошёл в его состав. В 1956 году Специальный район Баошань был расформирован, и уезд перешёл в состав Дэхун-Дай-Качинского автономного округа.
В октябре 1958 года был расформирован уезд Лянхэ, а его территория распределена между уездами Тэнчун, Лунчуань, Инцзян и Луси, но апреле 1961 года уезд Лянхэ  был воссоздан.
В 1963 году Специальный район Баошань был воссоздан, и уезд вернулся в его состав. В 1970 году Специальный район Баошань был переименован в Округ Баошань (保山地区).
Постановлением Госсовета КНР от 30 декабря 2000 года округ Баошань был преобразован в городской округ.
В 2015 году уезд Тэнчун был преобразован в городской уезд.

## Административное деление
Городской уезд делится на 11 посёлков и 7 волостей.